# Margarita Gepa
Margarita Xhepa (în aromână Margarita Gepa; n. 2 aprilie 1932, Lushnjë, Regiunea Fier, Albania – d. 3 aprilie 2025, Tirana, Albania) a fost o actriță albaneză de etnie aromână, cunoscută cel mai bine ca una dintre marile doamne ale cinematografiei și teatrului albanez. Ea a jucat și în filme mai recente precum Firdus in Bolero ne vilen e pleqve, bazat pe romanul cu același titlu al lui Fatos Kongoli. În iulie-august 2017, a revenit pe scena Teatrului Național pentru a străluci în drama Adăpostul celor uitați (Streha e të harruarve), încă un succes în cariera sa de 60 de ani.

## Tinerețe
Margarita Gepa a fost de etnie aromână. S-a născut în Lushnjë, Albania, ca Margarita Prifti, ca fiica lui Zoi și Marijë Prifti. Mama ei a murit când Margarita avea nouă ani. De la o vârstă fragedă, a iubit poezia albaneză, iar profesorul ei a încurajat-o să se înscrie la cursurile de actorie. Gëzim Libohova, o profesoară de teatru binecunoscută la acea vreme în institutul cultural din Lushnjë, căuta în școlile locale o fată potrivită pentru rolul unei tinere rusoaice într-o piesă de teatru. Când a văzut-o pe Gepa, a ales-o imediat datorită părului blond și a ochilor albaștri. Piesa a avut atât de mult succes încât a avut premiera și în Fier și Berat.
După ce a terminat școala elementară, s-a înscris la binecunoscutul Liceu Artistik (Școala de Arte) din Tirana, la catedra de teatru.

## Carieră
Și-a început cariera la Tirana, la Teatrul Național (în albaneză Teatri Kombëtar). Acolo a jucat în piese de Anton Cekov, Friedrich Schiller,  Nikolai Gogol și alții. Ea a prezentat primul Festivali i Këngës în 1962.
Ea a fost numită Artistă a Poporului din Albania. A avut succes și în roluri de dramaturgie mondială, cum ar fi Ophelia în Hamlet, a doua fiică din Regele Lear, bona din Romeo și Julieta, Regina Margareta din Richard al III-lea de  Shakespeare.
Pe lângă rolurile din teatru, a interpretat și 32 de roluri în cinematografie, colaborând cu majoritatea regizorilor albanezi. 

## Succes internațional
Actrița a fost distinsă cu premiul Actor Of Europe în cadrul celei de-a 19-a ediții a Festivalului Internațional de Teatru. Principalul premiu pentru cea mai bună interpretare a revenit uneia dintre cele mai importante actrițe din spațiul mai larg al teatrului balcanic, pentru rolul „Lady Mother” din piesa Cine a adus-o pe Doruntina, în regia lui Laert Vasili.
În 1997 a jucat în filmul grecesc Adio (Mirupafshim, regizor J. Koras, K. Vupuras). Filmul a câștigat Marele Premiu la Festivalul Internațional de Film Mediteranean de la Salonic, iar Margarita Xhepa a primit Premiul de Onoare.

## Filmografie
1. Unë Jam Lepuri – (1999)
2. 4 Nënat e Lepurit dhe Uznova '95 – (1995)
3. E dashur Armike – (1993)
4. E Zeza e Nënës – (1993)
5. E shtuna e 11 Korrikut Xhiro – (1992)
6. Gjyshja dhe Motra – (1992)
7. Nositi – (1990)
8. Uznova '89 (1989)
9. Këngët Të Zemrës – (1987)
10. Vrasje Në Gjueti – (1987)
11. Rrethi i Kujtesës – (1987)
12. Fjalë pa Fund – (1987)
13. Dhe Vjen Një Ditë dhe Gabimi – (1986)
14. Gurët e shtëpisë sime – (1985)
15. Militanti – (1984)
16. Apasionata – (1983)
17. Dora e ngrohtë – (1983)
18. Shokët – (1982)
19. Dita e parë e emrimit – (1981)
20. Me hapin e shokëve – (1979) (TV)
21. Dollia e dasmës sime – (1978)
22. Gjeneral gramafoni – (1978)
23. Koncert në vitin 1936 (1978)
24. Dimri i fundit – (1976)
25. Pylli i lirisë – (1976)
26. Tokë e përgjakur – (1976)
27. Vitet e para – (1965)